# 米歇尔·热尔韦
米歇尔·热尔韦（法語：Michel Gervais，1944年5月27日—2022年5月8日），男，魁北克人，加拿大教育工作者，拉瓦尔大学第22任校长。

## 生平
1944年生于莱维。曾在拉瓦尔大学学习神學和哲学。1968年开始在拉瓦尔大学任教。1973年获得罗马宗座圣多玛斯大学神学博士学位。1987年至1997年，担任拉瓦尔大学第22任校长。2000年至2008年，担任罗贝尔·吉法尔中心医院院长（现魁北克大学心理健康研究所）。2012年至2015年，担任魁北克卫生和社会服务协会主席。 2022年5月8日逝世。

## 荣誉
荣誉学位
- 主教大学荣誉博士
- 麦吉尔大学荣誉博士
- 曼尼托巴大学荣誉博士
- 蒙特利尔大学荣誉博士

勋章
- 法国国家功绩勋章（1991年）
- 加拿大官佐勋章（1993年）
- 魁北克官佐勋章（1999年）